# Christian Doelker
Christian Doelker (* 23. November 1934 in Zürich; † 13. Oktober 2020) war ein Schweizer Kommunikationswissenschaftler.

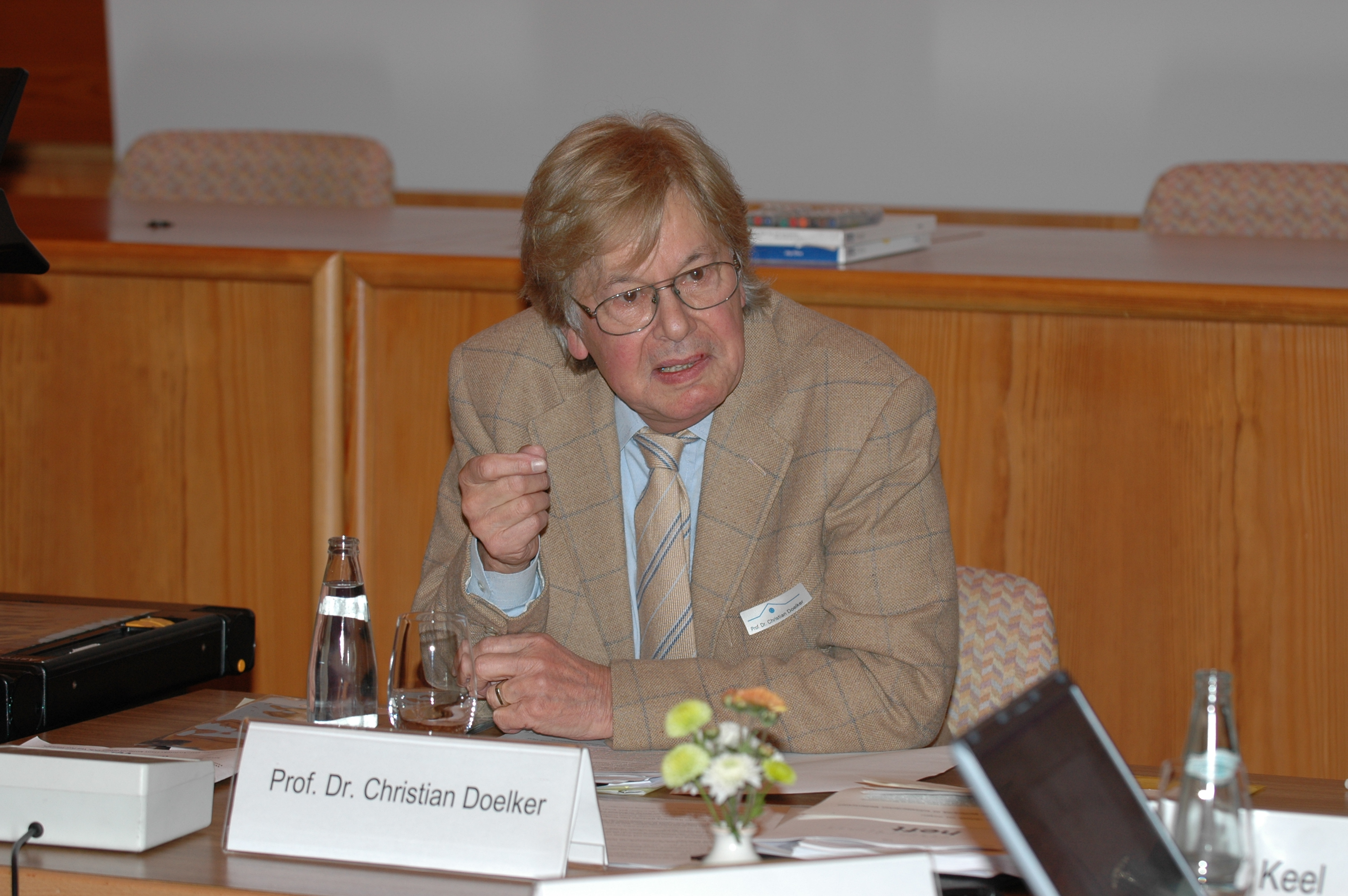
Christian Doelker (2008)

## Leben
Doelker studierte Romanistik in Zürich, Paris und Pisa. Er war bis 2000 Leiter des Fachbereichs Medien & Kommunikation am Pestalozzianum Zürich und bis 2002 Professor für Medienpädagogik an der Universität Zürich sowie Lehrbeauftragter der ETH Zürich. Doelker war Mitglied des Arbeitskreises „Medienerziehung in Wissenschaft und Bildungspraxis“ des Bayerischen Staatsministeriums für Unterricht, Kultus, Wissenschaft und Kunst sowie Fakultätsmitglied der Europäischen Journalismus Akademie eja in Wien.

## Veröffentlichungen
- 1979: „Wirklichkeit“ in den Medien. Zürcher Beiträge zur Medienpädagogik. Zug: Klett & Balmer.
- 1982: Medienerziehung. Über ihre Notwendigkeit und über die Möglichkeiten der Schule. Zusammen mit Matthias Bruppacher und Arnold Fröhlich.
- 1984: Immer dieses Fernsehen. Handbuch für den Umgang mit Medien. Zusammen mit Bodo Franzmann und Waltraud Hartmann.
- 1989: Kulturtechnik Fernsehen: Analyse eines Mediums. Stuttgart: Klett-Cotta.
- 1997: Ein Bild ist mehr als ein Bild. Visuelle Kompetenz in der Multimedia-Gesellschaft. Stuttgart: Klett-Cotta.
- 1998: Texte über Medien, Medien über Medien. Zusammen mit Frank Haase. Baden-Baden: Nomos.
- 2003: Sehen ist lernbar: Beiträge zur visuellen Alphabetisierung. Zusammen mit Ruth Gschwendtner-Wölfle und Klaus Lürzer. Oberentfelden: Sauerländer.
- 2005: Media in media – Texte zur Medienpädagogik: Ausgewählte Beiträge 1975–2005. Zusammen mit Georges Ammann und Thomas Hermann. Zürich: Verlag Pestalozzianum.
- 2015: Bild-Bildung: Grundzüge einer Semiotik des Visuellen. Hrsg. v. Thomas Hermann u. Daniel Ammann. Elsau: alataverlag.
- 2016: Der Medien-Code: Marilyn Monroe, Berthe Morisot, Charles Darwin, Comenius und Platon im Gespräch über die digitale Gesellschaft. Bern: hep Verlag.